# Wóz transmisyjny

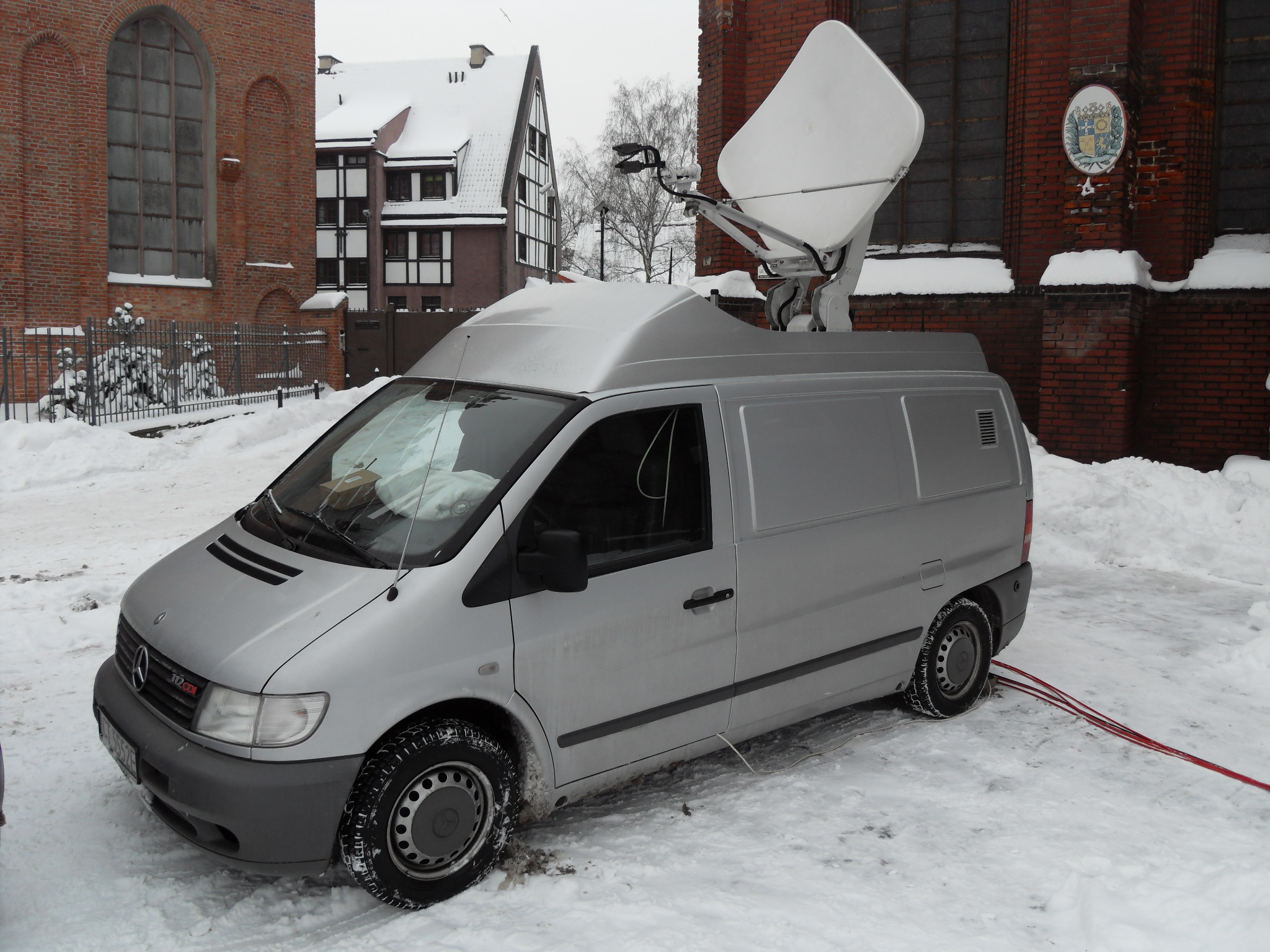
Standardowy wóz transmisyjny

Wóz transmisyjny (łac. transmissio – przesyłka, przekazywanie) – pojazd przeznaczony do realizacji programów telewizyjnych poza siedzibą stacji
Z uwagi na znaczne gabaryty specjalistycznego wyposażenia, najczęściej jest to zmodyfikowany samochód dostawczy. Największe stacje telewizyjne używają dodatkowo samochodów ciężarowych do realizacji materiału w najwyższej jakości.

## Wyposażenie typowego wozu transmisyjnego
- Tory kamerowe
- Obiektywy
- Statywy
- Systemy bezprzewodowe
- Przedział produkcyjny
- System audio
- Mikrofony przewodowe oraz bezprzewodowe
- System interkomowy
- Odsłuchy bezprzewodowe
- System zarządzania
- System dystrybucji
- Internet satelitarny/LTE
- Własne zasilanie akumulatorowe
- Agregat prądotwórczy

## Pierwszy polski samochód transmisyjny

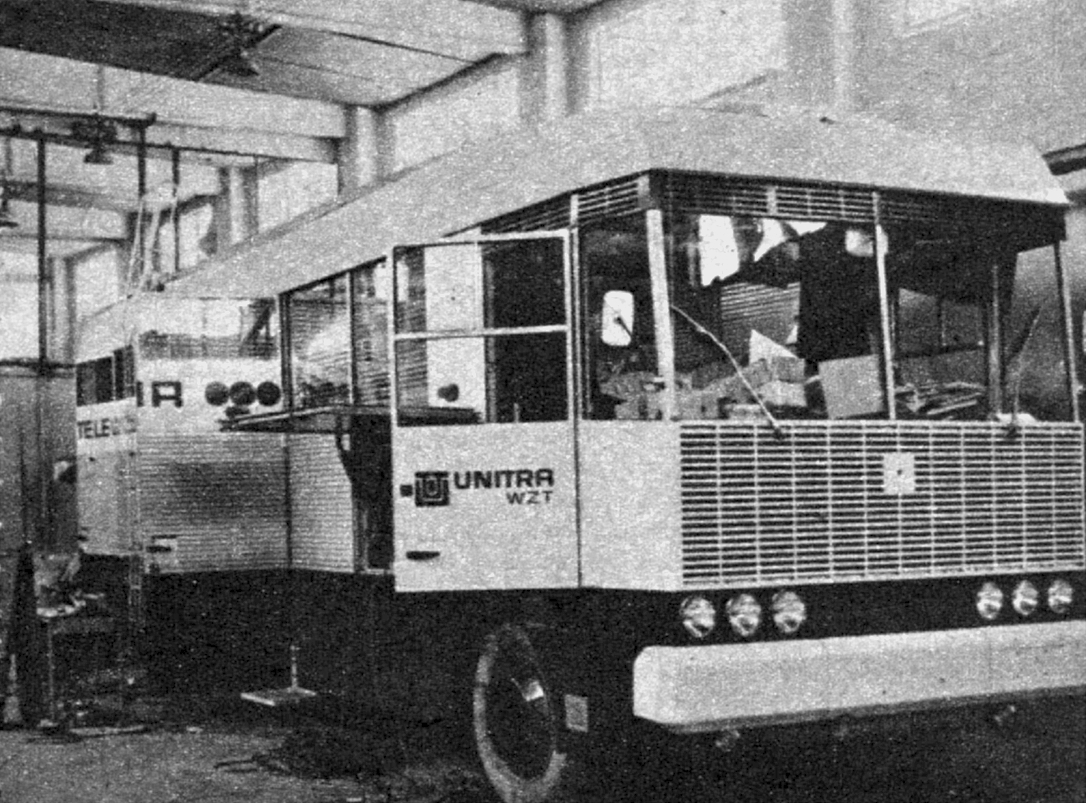
Wóz transmisyjny Mielec

Historia pierwszego polskiego samochodu transmisyjnego rozpoczyna się na początku lat 60. Wówczas rozwijająca się Telewizja Polska potrzebowała profesjonalnych pojazdów do transmisji programów na żywo. Produkowane były one jedynie na zachodzie Europy, bez możliwości ich sprowadzenia. Zbudowano więc pierwszy polski wóz transmisyjny na bazie Skody 706 RTO na licencji marki Jelcz i ochrzczono je nazwą Mielec WR-24. W latach 1964–1974 zbudowano 29 takich pojazdów dla regionalnych ośrodków telewizyjnych.

## Wóz reporterski

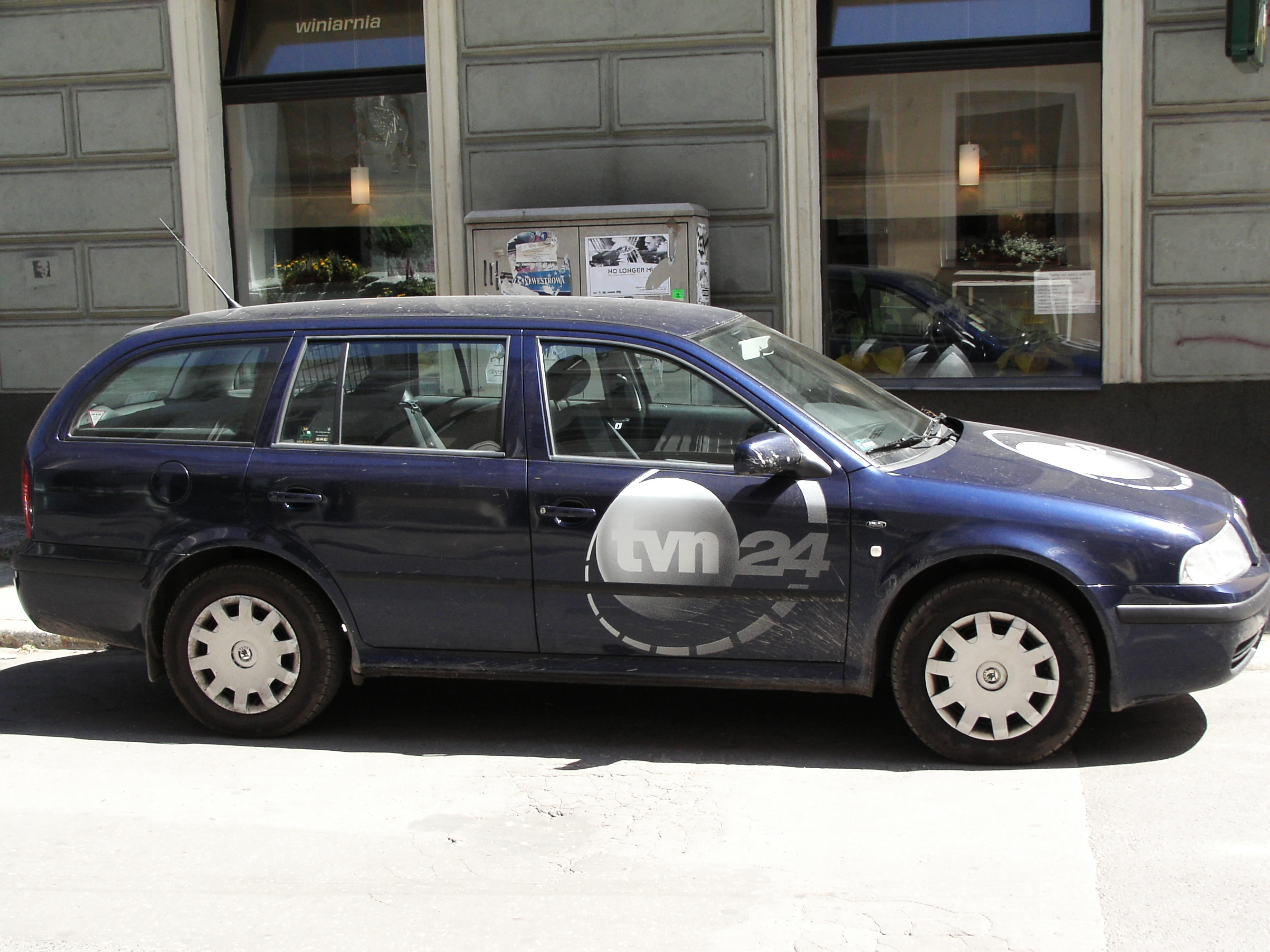
Standardowy wóz reporterski

Jest to najczęściej zwykły samochód osobowy. Nie posiada on na swoim wyposażeniu całego specjalistycznego osprzętu, tak jak ma to miejsce w samochodzie transmisyjnym. Nie może przez to służyć do realizowania telewizji na żywo. Wozami reporterskimi jeżdżą reporterzy, aby zdawać relacje z wydarzeń oraz prezentować wywiady.